# Osamu Yamaji
Osamu Yamaji (山路 修, amaji Osamu, né le 31 août 1929) est un footballeur japonais.